# Suticollo
Suticollo ist eine Ortschaft im Departamento Cochabamba im südamerikanischen Anden-Staat Bolivien.

## Lage im Nahraum
Suticollo ist die drittgrößte Ortschaft im Municipio Sipe Sipe in der Provinz Quillacollo. Suticollo liegt am südwestlichen Ende der Ebene von Cochabamba auf einer Höhe von 2529 m am rechten westlichen Ufer des Río Rocha, dem Hauptquellfluss des bolivianischen Río Grande.

## Geographie
Suticollo liegt zwischen der bolivianischen Cordillera Central und der Cordillera Oriental im Übergangsbereich zum bolivianischen Tiefland.
Die mittlere Durchschnittstemperatur der Region liegt bei etwa 18 °C (siehe Klimadiagramm Cochabamba) und schwankt nur unwesentlich zwischen 14 °C im Juni und Juli und 20 °C im November. Der Jahresniederschlag beträgt etwa 450 mm, bei einer ausgeprägten Trockenzeit von Mai bis September mit Monatsniederschlägen unter 10 mm, und einem Regenmaximum im Januar mit 120 mm Monatsniederschlag.

## Verkehrsnetz
Suticollo liegt in einer Entfernung von 27 Straßenkilometern westlich von Cochabamba, der Hauptstadt des Departamentos.
Von Cochabamba aus führt die asphaltierte Nationalstraße Ruta 4 in westlicher Richtung über die Stadt Quillacollo und Vinto nach Suticollo und von hier aus weiter nach Caracollo, wo sie sich mit der Ruta 1 kreuzt. Die Ruta 1 durchquert den Altiplano von Norden nach Süden und stellt so Verbindungen zu den Großstädten La Paz, Oruro und Potosí her.

## Bevölkerung
Die Einwohnerzahl der Ortschaft war in den vergangenen beiden Jahrzehnten deutlichen Schwankungen unterworfen:
| Jahr | Einwohner | Quelle       |
| ---- | --------- | ------------ |
| 1992 | 1180      | Volkszählung |
| 2001 | 1533      | Volkszählung |
| 2012 | 1015      | Volkszählung |
| 2024 |           | Volkszählung |

Die Region weist einen hohen Anteil an Quechua-Bevölkerung auf, im Municipio Sipe Sipe sprechen 83,9 Prozent der Bevölkerung Quechua.